# Southampton FC
Southampton FC, ook wel bekend als The Saints, is een Engelse voetbalclub uit Southampton, die in november 1885 werd opgericht als St. Mary's YMA.

## Geschiedenis
In 1898 verhuisde het team naar The Dell, waar ze meer dan honderd jaar hun thuis zouden hebben. In 2001 werd echter besloten te verhuizen naar St. Mary's Stadium, vooral vanwege de kleine capaciteit van The Dell.
Het seizoen 2004/05 eindigde in mineur, toen op de laatste speeldag werd verloren van Manchester United. De winst van West Bromwich Albion betekende degradatie voor Southampton. Na een kwakkelend seizoen kon de club in 2006/07 de play-offs bereiken en verloor daar van Derby County na penalty's. Het volgende seizoen kon Southampton zich pas op de laatste wedstrijddag veilig stellen na een thuiszege op Sheffield United. Dit na een bloedstollende wedstrijd.
Met ingang van 23 januari 2009 werd Mark Wotte de manager van Southampton. Dean Gorré was zijn assistent. Southampton had in april 2009 een schuld van 30 miljoen pond, waarmee ze door de FA beboet werden met 10 punten aftrek in het daaropvolgende seizoen. Na vele speculaties en geruchten besloot de Zwitserse miljonair Markus Liebherr te investeren in Southampton. Met als hoogtepunt het ontslag van Wotte, die ervan uitging dat hij als trainer verder kon gaan. De nieuwe trainer van The Saints werd Alan Pardew. Onder zijn leiding werd de Johnstone's Paint Trophy gewonnen: de eerste prijs sinds het winnen van de FA Cup in 1976. Hoewel hij prima werk had geleverd, werd tot veler verbazing Pardew in september 2010 ontslagen. Volgens het bestuur doordat de communicatie met de spelers niet goed was. Nigel Adkins werd de nieuwe trainer. Hij moest proberen om The Saints weer naar het Championship te leiden. Adkins slaagde hierin, nadat Southampton in het seizoen 2010/11 op de tweede plaats eindigde in de League One en zich zeker stelde van de promotie naar het Championship. De club deed het daarin zo goed dat ze meteen doorstoomden naar de Premier League.
Met ingang van het seizoen 2014/15 stonden de Nederlandse broers Ronald en Erwin Koeman respectievelijk als hoofdtrainer en assistent-trainer aan het roer bij Southampton. Hoewel beiden veel ervaring hadden opgedaan als trainer/coach bij verschillende voetbalclubs, zaten ze nooit samen op de bank bij één club. Onder hun leiding eindigde de club uiteindelijk op een zevende plaats in de eindrangschikking, een nieuw record voor Southampton in de Premier League. Ook betekende het voor het eerst in twaalf jaar plaatsing voor Europees voetbal. Die prestatie werd vooraf nagenoeg voor onmogelijk gehouden in de Engelse pers na de achtste plaats in de eindstand van het seizoen 2013/14. Na afloop van dat seizoen kwam een uittocht op gang van een aantal belangrijke spelers van Southampton. Zo werden onder ander Luke Shaw en Adam Lallana verkocht aan Manchester United en Liverpool. De door Koeman geïnitieerde aankopen Graziano Pellè (Feyenoord), Dušan Tadić (FC Twente) en Toby Alderweireld (gehuurd van Atlético Madrid) genoten in de zomer van 2014 nog weinig tot geen bekendheid in Engeland. Gedurende het seizoen 2015/16 behaalde Southampton de zesde plaats in de Premier League, opnieuw een verbetering van het clubrecord. Na een periode van 11 jaar in de Premier League, waarin ze in 2017 verliezend finalist van de League Cup waren, degradeerden ze in 2023 naar de Championship voordat ze het jaar daarop terugkeerden na een 1-0 overwinning op Leeds United in de play-off finale op Wembley. In april 2025 volgde weer een degradatie uit de Premier League.

## Erelijst
- FA Cup

1976
- Anglo-Italian League Cup

Finalist: 1976
- Football League Trophy

2010

## Eerste Elftal

### Selectie
| Nr.           | Naam                  | Sinds      | Contract   | Vorige club            |
| Doelmannen    | Doelmannen            | Doelmannen | Doelmannen | Doelmannen             |
| ------------- | --------------------- | ---------- | ---------- | ---------------------- |
| 1             | Alex McCarthy         | 2016       | 2026       | Crystal Palace         |
| 13            | Joe Lumley            | 2023       | 2025       | Middlesbrough          |
| 30            | Aaron Ramsdale        | 2024       | 2028       | Arsenal                |
| 31            | Gavin Bazunu          | 2022       | 2027       | Manchester City        |
| Verdedigers   |                       |            |            |                        |
| 2             | Kyle Walker-Peters    | 2020       | 2025       | Tottenham Hotspur      |
| 3             | Ryan Manning          | 2023       | 2027       | Swansea City           |
| 5             | Jack Stephens         | 2013       | 2025       |                        |
| 6             | Taylor Harwood-Bellis | 2023       | 2028       | Manchester City        |
| 12            | Ronnie Edwards        | 2024       | 2028       | Peterborough United    |
| 14            | James Bree            | 2023       | 2026       | Luton Town             |
| 15            | Nathan Wood           | 2024       | 2028       | Swansea City           |
| 16            | Yukinari Sugawara     | 2024       | 2028       | AZ                     |
| 21            | Charlie Taylor        | 2024       | 2026       | Burnley                |
| 28            | Juan Larios           | 2022       | 2027       | Manchester City        |
| 35            | Jan Bednarek          | 2017       | 2027       | Lech Poznań            |
| 37            | Armel Bella-Kotchap   | 2022       | 2026       | Bochum                 |
| Middenvelders |                       |            |            |                        |
| 4             | Flynn Downes          | 2024       | 2028       | West Ham United        |
| 7             | Joe Aribo             | 2022       | 2026       | Rangers                |
| 8             | Will Smallbone        | 2020       | 2026       |                        |
| 10            | Adam Lallana          | 2024       | 2025       | Brighton & Hove Albion |
| 18            | Mateus Fernandes      | 2024       | 2029       | Sporting CP            |
| 26            | Lesley Ugochukwu      | 2024       | 2025       | Chelsea                |
| Aanvallers    |                       |            |            |                        |
| 9             | Adam Armstrong        | 2021       | 2027       | Blackburn Rovers       |
| 11            | Ross Stewart          | 2023       | 2026       | Sunderland             |
| 17            | Ben Brereton Díaz     | 2024       | 2028       | Villarreal             |
| 19            | Cameron Archer        | 2024       | 2028       | Aston Villa            |
| 20            | Kamaldeen Sulemana    | 2023       | 2027       | Stade Rennes           |
| 22            | Maxwel Cornet         | 2024       | 2025       | West Ham United        |
| 24            | Ryan Fraser           | 2024       | 2026       | Newcastle United       |
| 27            | Samuel Amo-Ameyaw     | 2023       | 2026       |                        |
| 32            | Paul Onuachu          | 2023       | 2026       | Genk                   |
| 33            | Tyler Dibling         | 2024       | 2025       |                        |

Laatste update: 15 september 2024

### Staf
| Functie              | Naam          | Sinds | Contract | Vorige club     |
| -------------------- | ------------- | ----- | -------- | --------------- |
| Interim Hoofdtrainer | Simon Rusk    | 2024  |          | Southampton –21 |
| Assistent-trainers   | vacant        | 2024  |          |                 |
| Assistent-trainers   | vacant        | 2024  |          |                 |
| Assistent-trainers   | Carl Martin   | 2022  |          | Southampton –18 |
| Keeperstrainer       | Dean Thornton | 2023  |          | Swansea City    |

Laatste update: 15 december 2024

## Overzichtslijsten

### Competitieresultaten sinds 1947
- 1947 14e
Second Division
- 1948 3e
Second Division
- 1949 3e
Second Division
- 1950 4e
Second Division
- 1951 12e
Second Division
- 1952 13e
Second Division
- 1953 21e
Second Division
- 1954 6e
Third Division North / South
- 1955 3e
Third Division North / South
- 1956 14e
Third Division North / South
- 1957 4e
Third Division North / South
- 1958 6e
Third Division North / South
- 1959 14e
Third Division
- 1960 1e
Third Division
- 1961 8e
Second Division
- 1962 6e
Second Division
- 1963 11e
Second Division
- 1964 5e
Second Division
- 1965 4e
Second Division
- 1966 2e
Second Division
- 1967 19e
First Division
- 1968 16e
First Division
- 1969 7e
First Division
- 1970 19e
First Division
- 1971 7e
First Division
- 1972 19e
First Division
- 1973 13e
First Division
- 1974 20e
First Division
- 1975 13e
Second Division
- 1976 6e
Second Division
- 1977 9e
Second Division
- 1978 2e
Second Division
- 1979 14e
First Division
- 1980 8e
First Division
- 1981 6e
First Division
- 1982 7e
First Division
- 1983 12e
First Division
- 1984 2e
First Division
- 1985 5e
First Division
- 1986 14e
First Division
- 1987 12e
First Division
- 1988 12e
First Division
- 1989 13e
First Division
- 1990 7e
First Division
- 1991 14e
First Division
- 1992 16e
First Division
- 1993 18e
Premier League
- 1994 18e
Premier League
- 1995 10e
Premier League
- 1996 17e
Premier League
- 1997 16e
Premier League
- 1998 12e
Premier League
- 1999 17e
Premier League
- 2000 15e
Premier League
- 2001 10e
Premier League
- 2002 11e
Premier League
- 2003 8e
Premier League
- 2004 12e
Premier League
- 2005 20e
Premier League
- 2006 12e
Championship
- 2007 6e
Championship
- 2008 20e
Championship
- 2009 23e
Championship
- 2010 7e
League One
- 2011 2e
League One
- 2012 2e
Championship
- 2013 14e
Premier League
- 2014 8e
Premier League
- 2015 7e
Premier League
- 2016 6e
Premier League
- 2017 8e
Premier League
- 2018 17e
Premier League
- 2019 16e
Premier League
- 2020 11e
Premier League
- 2021 15e
Premier League
- 2022 15e
Premier League
- 2023 20e
Premier League
- 2024 4e
Championship
- 2025 20e
Premier League

- First Division
- Second Division
- Third Division
- Premier League
- Championship
- League One

ⓘ In 1992 invoering van de Premier League en opheffing van de Fourth Division; in 2004 opheffing van de First, Second en Third Division.

### Seizoensresultaten sinds 2001
| 2000–2001         | 10 | 20 | Premier League   | 38 | 14 | 10 | 14 | 40–48 | 52 | 15.115 |
| 2001–2002         | 11 | 20 | Premier League   | 38 | 12 | 9  | 17 | 46–54 | 45 | 30.633 |
| 2002–2003         | 8  | 20 | Premier League   | 38 | 13 | 13 | 12 | 43–46 | 52 | 30.680 |
| 2003–2004         | 12 | 20 | Premier League   | 38 | 12 | 11 | 15 | 44–45 | 47 | 31.699 |
| 2004–2005         | 20 | 20 | Premier League   | 38 | 6  | 14 | 18 | 45–66 | 32 | 30.610 |
| 2005–2006         | 12 | 24 | Championship     | 46 | 13 | 19 | 14 | 49–50 | 58 | 23.614 |
| 2006–2007         | 6  | 24 | Championship     | 46 | 21 | 12 | 13 | 77–53 | 75 | 23.556 |
| 2007–2008         | 20 | 24 | Championship     | 46 | 13 | 15 | 18 | 56–72 | 54 | 21.254 |
| 2008–2009         | 23 | 24 | Championship     | 46 | 10 | 15 | 21 | 46–69 | 45 | 17.849 |
| 2009–2010         | 7  | 24 | League One       | 46 | 23 | 14 | 9  | 85–47 | 83 | 20.982 |
| 2010–2011         | 2  | 24 | League One       | 46 | 28 | 8  | 10 | 86–38 | 93 | 22.161 |
| 2011–2012         | 2  | 24 | Championship     | 46 | 26 | 10 | 10 | 85–46 | 88 | 26.420 |
| 2012–2013 details | 14 | 20 | Premier League   | 38 | 9  | 14 | 15 | 49–60 | 41 | 30.874 |
| 2013–2014 details | 8  | 20 | Premier League   | 38 | 15 | 11 | 12 | 54–46 | 56 | 30.212 |
| 2014–2015 details | 7  | 20 | Premier League   | 38 | 18 | 6  | 14 | 54–33 | 60 | 30.741 |
| 2015–2016         | 6  | 20 | Premier League   | 38 | 18 | 9  | 11 | 59–41 | 63 | 30.621 |
| 2016–2017         | 8  | 20 | Premier League   | 38 | 12 | 10 | 16 | 41–48 | 46 | 30.936 |
| 2017–2018         | 17 | 20 | Premier League   | 38 | 7  | 15 | 16 | 37–56 | 36 | 30.794 |
| 2018–2019         | 16 | 20 | Premier League   | 38 | 9  | 12 | 17 | 45–65 | 39 | 30.139 |
| 2019–2020         | 11 | 20 | Premier League   | 38 | 15 | 7  | 16 | 51–60 | 52 | 23.428 |
| 2020–2021         | 15 | 20 | Premier League   | 38 | 12 | 7  | 19 | 47-68 | 43 | --     |
| 2021–2022         | 15 | 20 | Premier League   | 38 | 9  | 13 | 16 | 43-67 | 40 | 29.939 |
| 2022–2023         | 20 | 20 | Premier League   | 38 | 6  | 7  | 25 | 36-73 | 25 | 30.500 |
| 2023–2024         | 4  | 24 | EFL Championship | 36 | 26 | 9  | 11 | 87-63 | 87 | 29.373 |

### In Europa
Southampton FC speelt sinds 1969 in diverse Europese competities. Hieronder staan de competities en in welke seizoenen de club deelnam:
- Europa League (2x)

2015/16, 2016/17
- Europacup II (1x)

1976/77
- UEFA Cup (5x)

1971/72, 1981/82, 1982/83, 1984/85, 2003/04
- Jaarbeursstedenbeker (1x)

1969/70

## Bekende (oud-)Saints

### Spelers
- Toby Alderweireld
- Gareth Bale
- Artur Boruc
- Wayne Bridge
- Calum Chambers
- Nathaniel Clyne
- Peter Crouch
- Virgil van Dijk
- Eljero Elia
- Ulrich van Gobbel
- Bruce Grobbelaar
- Mark Hughes
- Kevin Keegan
- Adam Lallana
- Rickie Lambert
- Graeme Le Saux
- Matthew Le Tissier
- Cuco Martina
- Kenneth Monkou
- Alex Oxlade-Chamberlain
- Graziano Pellè
- Kevin Phillips
- Jamie Redknapp
- Morgan Schneiderlin
- Alan Shearer
- Peter Shilton
- Maarten Stekelenburg
- Dušan Tadić
- Theo Walcott
- James Ward-Prowse
- Maya Yoshida

### Trainers
- Ralph Hasenhüttl
- Glenn Hoddle
- Ronald Koeman
- Russell Martin
- Alan Pardew
- Nigel Pearson
- Mauricio Pochettino
- Claude Puel
- Harry Redknapp
- Graeme Souness
- Gordon Strachan
- Mark Wotte

## Ted Bates Trophy
De Ted Bates Trophy is een prijs van de voetbalclub Southampton FC. De prijs is vernoemd naar Ted Bates, een oud-speler, manager en voorzitter en er wordt om gestreden in een vriendschappelijke wedstrijd tussen Southampton en een internationale tegenstander.
Uitslagen
| Datum           | Thuis       | Uit             | Uitslag |
| --------------- | ----------- | --------------- | ------- |
| 26 januari 2004 | Southampton | Bayern München  | 1 – 1   |
| zomer 2004      | Southampton | Chievo Verona   | 3 – 1   |
| 30 juli 2005    | Southampton | RSC Anderlecht  | 3 – 2   |
| 29 juli 2006    | Southampton | Panathinaikos   | 1 – 1   |
| 28 juli 2007    | Southampton | SS Lazio        | 2 – 5   |
| 1 augustus 2008 | Southampton | West Ham United | 2 – 2   |
| 18 juli 2009    | Southampton | AFC Ajax        | 1 – 4   |
| 2010            | Southampton |                 |         |
| 2011            | Southampton |                 |         |
| 27 juli 2012    | Southampton | AFC Ajax        | 0 – 1   |

Winnaar
| Club              | Winnaar | Gelijk | Runner-Up |
| ----------------- | ------- | ------ | --------- |
| Southampton       | 2x      | 3x     | 3x        |
| AFC Ajax          | 2x      |        |           |
| SS Lazio          | 1x      |        |           |
| FC Bayern München |         | 1x     |           |
| Panathinaikos FC  | 1x      |        |           |
| West Ham United   | 1x      |        |           |